# Regenererad cellulosa
Regenererad cellulosa är en teknisk term som innebär att cellulosa i någon form - oftast disolvingmassa eller bomullslinters upplöses och återutfälls i form av fibrer eller filmer. Detta kan göras genom att cellulosan först löses upp i ett lösningsmedel, som sedan avlägsnas varpå cellulosan faller ut, eller genom att ett cellulosaderivat skapas som är lösligt. När de påkopplade grupperna avlägsnas faller cellulosan ut och bildar en fiber. De viktigaste teknikerna är viskosprocessen och lyocellprocessen.